# بارپات
بارپات (به ارمنی: Բարեպատ) یک روستا در ارمنستان است که در استان گغارکونیک واقع شده‌است.  در  کیلومتری شمال گاوار، مرکز استان گغارکونیک واقع شده است.

## خصوصیات
بارپات ۱۱۱ نفر جمعیت دارد و ۱٬۴۰۱ متر بالاتر از سطح دریا واقع شده‌است.  در  کیلومتری شمال گاوار، مرکز استان گغارکونیک واقع شده است.